# Thinornis novaeseelandiae
El chorlitejo de las Chatham (Thinornis novaeseelandiae) es una especie de ave de la familia Charadriidae endémica de Nueva Zelanda. Su nombre en maorí es Tuturuatu.
Es una especie en peligro de extinción con una población mundial de alrededor de 200 aves. Antiguamente se distribuía a través de la isla Sur y la isla Norte de Nueva Zelanda, pero se extinguió, probablemente debido a la depredación de gatos y ratas introducidos. Sobrevivió en una isla, Rangatira, en las islas Chatham, desde donde se ha introducido a otras islas en las Chatham (isla Mangere) y cerca de la isla Norte.

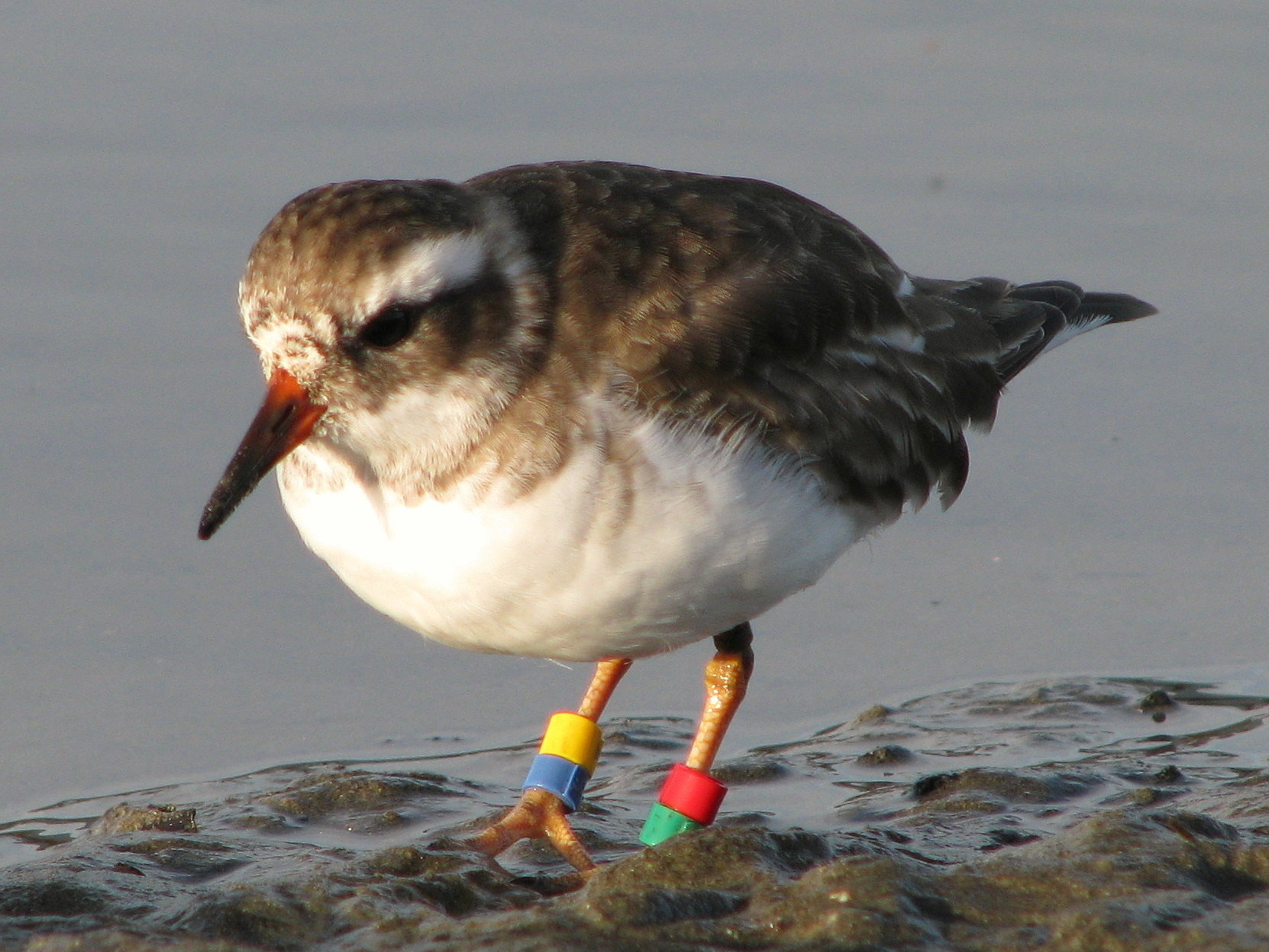
Juvenil

Algunas aves jóvenes criadas en cautiverio fueron trasladadas a la isla Mana, en la costa oeste de Wellington, entre marzo y mayo de 2007, como parte de un plan del Departamento de Conservación para garantizar su supervivencia a largo plazo. El chorlitejo sorprendió a los conservacionistas por la cría a los pocos meses de su liberación. En febrero de 2008, otros veinte chorlitejos fueron puestos en libertad en la isla Mana. La pequeño bandada es supervisado por el Departamento de Conservación y los miembros de la Sociedad Ornitológica.  